# علي أكمان
علي أكمان (مواليد 18 أبريل 2002) هو لاعب كرة قدم تركي يلعب في مركز الهجوم في نادي آينتراخت فرانكفورت.